# Kuzubivka, Lubnî
Kuzubivka (în ucraineană Кузубівка) este un sat în comuna Vovciîk din raionul Lubnî, regiunea Poltava, Ucraina.

## Demografie
Componența lingvistică a localității Kuzubivka
     Ucraineană (98,21%)
     Rusă (1,79%)
Conform recensământului din 2001, majoritatea populației localității Kuzubivka era vorbitoare de ucraineană (98,21%), existând în minoritate și vorbitori de rusă (1,79%).